# Liste schweizerisch-japanischer Städte- und Gemeindepartnerschaften
Dies ist eine Liste von Städte- und Gemeindepartnerschaften zwischen der Schweiz und Japan.
| Schweizer Gemeinde | Kanton     | Japanische Gemeinde | Präfektur | Bemerkungen                                                                               |
| ------------------ | ---------- | ------------------- | --------- | ----------------------------------------------------------------------------------------- |
| St. Moritz         | Graubünden | Kutchan             | Hokkaidō  |                                                                                           |
| Montreux           | Waadt      | Chiba               | Chiba     |                                                                                           |
| Genf               | Genf       | Shinagawa           | Tokio     | Freundschaftsabkommen                                                                     |
| Romainmôtier-Envy  | Waadt      | Nagaoka             | Niigata   |                                                                                           |
| Zermatt            | Wallis     | Myōkō               | Niigata   |                                                                                           |
| Grindelwald        | Bern       | Matsumoto           | Nagano    | ursprünglich mit Azumi-mura, das 2005 nach Matsumoto-shi fusioniert wurde                 |
| Davos              | Graubünden | Ueda                | Nagano    |                                                                                           |
| Brienz             | Bern       | Shimada             | Shizuoka  |                                                                                           |
| Neuenburg          | Neuenburg  | Shinshiro           | Aichi     | nicht als bilaterale Partnerschaft, sondern als Teil der Initiative "Neuenburgs der Welt" |
| Interlaken         | Bern       | Ōtsu                | Shiga     |                                                                                           |
| Yverdon-les-Bains  | Waadt      | Kagamino            | Okayama   |                                                                                           |

Ausserdem besteht eine Regionalpartnerschaft zwischen dem Kanton  Bern und der Präfektur  Nara.

## Quelle
- 自治体国際化協会 Jichitai kokusaika kyōkai, englisch CLAIR: Liste internationaler Partnerschaften japanischer Gebietskörperschaften nach Staat/Gebiet, Schweiz (japanisch, englisch), abgerufen am 17. August 2019.